# Самойлово (Калужская область)
Самойлово — деревня в Перемышльском районе Калужской области, в составе муниципального образования Сельское поселение «Деревня Песочня».

## География
Расположена в 27 километрах на восток от районного центра — села Перемышль и в 6 километрах на юг от главной усадьбы поселения — деревни Песочня, на правом берегу Федоровского ручья — на месте впадения его в реку Ужередь.

## Население
| 2002 | 2010 |
| ---- | ---- |
| 2    | →2   |

## История
Поселение известно с петровских времён. Во время становления Калужского наместничества Самойлово было отнесено к Перемышльскому уезду. В 1782 году деревня и окрестные земли принадлежали В. П. Молчановой Имелось шесть дворов да по ревизии душ — 73.

Деревня Самойлова Варвары Петровой дочери Молчановой. На правом берегу речки Плоской, земля песчаная, урожай хлеба и травы [по]средственный. Крестьяне на оброке.— Описания и алфавиты к Калужскому атласу Ч.2.
В 1858 году деревня (вл.) Самойлово 1-го стана Перемышльского уезда, при речке Плоскове, 8 дворах и 64 жителях — по левую сторону Одоевского тракта.
К 1914 году Самойлово — деревня Желовской волости Перемышльского уезда Калужской губернии. В 1913 году население 157 человек.
В годы Великой Отечественной войны деревня была оккупирована войсками Нацистской Германии с начала октября по 23 декабря 1941 года. Освобождена в ходе Калужской наступательной операции частями 258-й стрелковой дивизии 50-й армии генерал-лейтенанта И. В. Болдина.
Погибшие при освобождении Самойлова красноармейцы были захоронены весной 1942 года в центре деревни Зябки. В 1975 году останки солдат торжественно перезахоронили в центральной усадьбе совхоза — деревне Песочня.